# El año de la peste
El año de la peste és una pel·lícula mexicana de drama, thriller i ciència-ficció del director mexicà Felipe Cazals estrenada en 1979. La producció va comptar amb el prestigiós escriptor colombià Gabriel García Márquez per adaptar el guió de la novel·la de Daniel Defoe Diari de l'any de la pesta publicada el març de 1722. Fou exhibida com a part de la selecció oficial del Festival Internacional de Cinema de Sant Sebastià 1979.

## Sinopsi
En una ciutat mexicana amb 15 milions d'habitants es deslliga una epidèmia. Les autoritats ignoren els advertiments i acaben per encobrir el que per als especialistes és una epidèmia similar a la que va assotar Europa en l'Edat mitjana provocant que el caos i la mort cobreixin els carrers de la ciuta.

## Repartiment
- Alejandro Parodi
- José Carlos Ruiz
- Rebeca Silva
- Narciso Busquets
- Tito Junco
- Ignacio Retes
- Eduardo Alcaraz
- Héctor Godoy
- Humberto Elizondo
- Zully Keith
- Leonor Llausás
- Arlette Pacheco
- Daniela Romo
- María Barber

## Premis
| Any                  | Premi                          | Categoria           | Nominats                                   | Resulta    |
| -------------------- | ------------------------------ | ------------------- | ------------------------------------------ | ---------- |
| 27 d'octubre de 1980 | Premi Ariel                    | Ariel d'Or          | Felipe Cazals                              | Guanyador  |
| 27 d'octubre de 1980 | Premi Ariel                    | Millor director     | Felipe Cazals                              | Guanyador  |
| 27 d'octubre de 1980 | Premi Ariel                    | Millor guió         | Gabriel García Márquez Juan Arturo Brennan | Guanyadors |
| 18 de maig de 1980   | Periodistes de Cinema Mexicans | Millor guió adaptat | Gabriel García Márquez Juan Arturo Brennan | Guanyadors |